# Les Amants criminels
Les Amants criminels is een Franse film van François Ozon uit 1999.

## Verhaal
Les amants criminels is het verhaal van twee geliefden: Alice en Luc. Luc is een wat naïeve jongen met weinig seksuele ervaring die veel overheeft voor Alice. Zij is op haar beurt een tiener die houdt van gevaarlijke spelletjes.

Alice weet geen raad met haar gevoelens voor een Arabische klasgenoot, Saïd. Ze weet met allerhande listen haar vriend zover te krijgen om Saïd te vermoorden. Ze voeren de moord samen uit. Alice versiert Saïd in de douches na een bokstraining. Luc komt de ruimte binnen van zodra Saïd bovenop Alice ligt en steekt hem woest dood.

Ze nemen het lijk in de wagen mee naar een bos en overvallen onderweg nog een juwelierszaak. Wanneer ze Saïd hebben begraven, lopen ze verloren in het bos. Luc vindt na wat ruzie een schijnbaar onbewoond huis in het bos waar eten ligt. Wanneer Alice en Luc in het huis het brood opeten, komt de bewoner, een oude man, binnen met een jachtgeweer. Hij neemt het dagboek van Alice in beslag en sluit de partners op in zijn kelder. Daar komen ze tot een gruwelijke ontdekking: de bewoner van het huis heeft Saïd opgegraven.

Hoewel de man uit het bos weet over Saïds moord door het dagboek van Alice te lezen geeft hij de criminele geliefden niet aan bij de politie. Na een tijd laat hij alleen Luc uit de kelder. De man neemt Luc met een leren halsband om de nek mee op jacht. Stilaan wordt duidelijk dat de man seksuele interesse heeft in de jongen. Alice spoort Luc aan om de man te versieren om zo te kunnen ontsnappen. Alice en Luc slagen in hun opzet maar hun vlucht loopt helemaal uit de hand.

## Rolverdeling
| Acteur           | Personage        |
| ---------------- | ---------------- |
| Natacha Régnier  | Alice            |
| Jérémie Renier   | Luc              |
| Miki Manojlovic  | L’homme de forêt |
| Salim Kechiouche | Saïd             |
| Yasmine Belmadi  | Karim            |

## Prijzen en nominaties
- Filmfestival van Sitges
  - Prijs voor de beste film - François Ozon (nominatie)
  - Prijs voor het beste scenario - François Ozon (gewonnen)
- Namur International Festival of French-Speaking Film 1999
  - Golden Bayard - François Ozon (nominatie)
- Málaga International Week of Fantastic Cinema 2000
  - Prijs voor de beste actrice - Natacha Régnier (gewonnen)
- Outfest, Los Angeles Gay & Lesbian Film Festival 2000
  - Grand Jury Award - François Ozon (gewonnen)

## Verdere informatie
Les amants cirminels hanteert een vreemde stijl met flashbacks en slow motionbeelden van de moord met het gedicht Corps de Saïd dat François Ozon zelf schreef. Verder worden in de film gedichten van Arthur Rimbaud en Marina de Van gebruikt. De muziek in de film komt van Philippe Rombi. Daarnaast is een fragment uit de opera Tristan en Isolde van Richard Wagner te horen.